# Attilio Befera
Attilio Befera (Roma, 29 giugno 1946) è un dirigente pubblico e privato italiano.
È stato presidente (2006-2014) e amministratore delegato di Equitalia e direttore dell'Agenzia delle entrate (2008-2014).

## Biografia
Ha conseguito la laurea in Economia e Commercio "cum laude".
Entrato nel 1965 in Efibanca, ha lavorato per circa trent'anni in quella banca d'affari, per la quale ha seguito principalmente la consulenza negli ambiti di merchant banking, capital market e attività creditizia industriale e strutturata per aziende grandi e medio-grandi; all'apice della carriera in Efibanca ne diventa direttore centrale.
Nel 1995 è stato nominato ispettore centrale presso il Secit (il Servizio Centrale degli ispettori Tributari); e nel 1997 ha ricevuto la nomina a dirigente generale del Ministero delle finanze, con l'incarico di direttore centrale per la riscossione al Dipartimento delle entrate: in questa veste diventa artefice della riforma del servizio nazionale dei concessionari della riscossione.
Nel 2001 ha assunto la carica di direttore centrale per i rapporti con gli Enti esterni presso la neonata Agenzia delle entrate e successivamente diviene direttore centrale dell'amministrazione.
Nel 2006 diventa amministratore delegato di Riscossione SpA (poi Equitalia), società pubblica nata nello stesso anno al fine di ricondurre la riscossione dei tributi direttamente allo Stato (mentre in precedenza essa era affidata a enti privati in concessione). Il 1º ottobre 2008 ne diventa presidente.
Dal giugno 2008 assume l'incarico di Direttore dell'Agenzia delle entrate. Il 24 maggio 2014 si dimette dall'incarico.
Per essersi definito "vittima di una strumentale persecuzione", Diego Armando Maradona, ex calciatore accusato di aver evaso al fisco italiano quasi 40 milioni di euro, viene querelato per diffamazione da Befera e il processo partirà il 19 luglio 2016.
Attualmente ricopre l'incarico di coordinatore nell'Organismo di vigilanza di Atlantia S.p.A. che controlla al 100% la Società Autostrade per l’Italia S.p.A.